# Monica (foguete)
Monica, foi o nome atribuído a uma série de foguetes de sondagem de pequeno porte de origem Francesa. Ao menos seis versões 
dele foram construídas, variando de 3,05 a 6,27 m de altura e 62 a 154 kg de peso, tendo sido lançadas várias vezes entre 1955 e 1962 a partir de Bachar e 
Hammaguir na Argélia e da Île du Levant na França. 

## Origem
Ao final da década de 40, a Societe Europeene de Propulsion (SEPR) iniciou o desenvolvimento de um pequeno foguete de sondagem meteorológica chamado SEPR 35. 
Ele deveria ser um foguete de três estágios movido a combustível sólido, usando os componentes disponíveis 
na época. O primeiro estágio, usava combustível do tipo EDB (base dupla extrudada), gerando 4,5 kN durante 3 segundos, já o segundo e terceiro estágios, usavam  
combustível do tipo APK (perclorato de amônio e potássio), gerando 0,5 kN durante 15 e 5,5 segundos respectivamente.
Quando em 1952, o primeiro combustível sólido para foguetes, a base de materiais compostos (Plastolite), se tornou disponível, ele foi usado numa nova versão do 
foguete SEPR 35, com três granulações diferentes: Melanie (Plastolite), Theodore e Oreste (Epictète), uma para cada estágio.
Nesse mesmo ano, para permitir a participação da França no Ano Internacional da Geofísica em 1957, o CASDN (Comité d'Action Scientifique de Défense Nationale), 
encomendou à DEFA (Direction des Etudes et Fabrications d'Armement) a adaptação de 15 foguetes de sondagem Veronique, porém devido a toda a restrição 
orçamentária da época, esse projeto não seguiu adiante. Como alternativa, o CASDN propôs à empresa ATEF (Association Technique pour l'Etude des Fusées), a 
adaptação do foguete SEPR 35 para a missão.
Em 1954, a ATEF recebeu da STAé (Service Technique de l'Aéronautique), o primeiro pedido de 50 foguetes ATEF-14, que mantinha a concepção geral do 
conhecido foguete SEPR 35. Durante o terceiro lançamento deste, em 1955, o foguete foi rebatizado para Monica. No entanto, os experimentos panejados para o 
Ano Internacional da Geofísica, requeriam um foguete mais potente. Quinze foguetes Monica dessa nova geração (os modelos IV e V), equipados com estágios 
superiores maiores, foram encomendados em 1956.

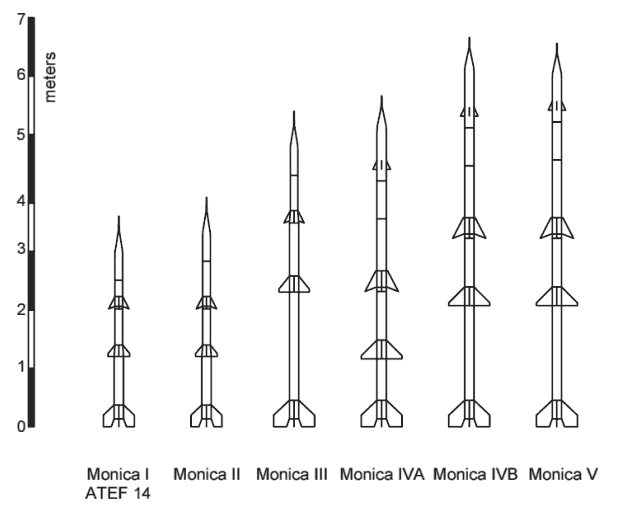
Os diferentes modelos da série Monica de foguetes.

## Desenvolvimento
Os foguetes Monica, foram desenvolvidos a partir de opções de granulações de combustível bem definidas e seus respectivos motores, sendo: Melanie e Prosper, com 16 cm de 
diâmetro e  Theodore e Oreste, com 13 cm de diâmetro, por exemplo:
- Monica I: 1 x Melanie + 1 x Theodore + 1 x Oreste,
- Monica II: 1 x Melanie + 1 x Theodore + 1 x Theodore,
- Monica III: 2 x Melanie + 1 x Prosper + 1 x Theodore,
- Monica IV: 1 x Melanie + 1 x Prosper + 1 x Prosper (ou 2 x Melanie + 1 x Melanie + 1 x Prosper)
- Monica V: 2 x Melanie + 1 x Prosper + 1 x Prosper.

Características de granulação dos Motores da série Monica de foguetes.
| Tipo        | Altura (m) | Diâmetro (cm) | Massa do combustível (kg) | Impuldo total (kN) | Tempo de combustão (s) |
| ----------- | ---------- | ------------- | ------------------------- | ------------------ | ---------------------- |
| Melanie     | 1,06       | 16            | 15                        | 3,1                | 5                      |
| 2 x Melanie | 2,17       | 16            | 30                        | 6,2                | 5                      |
| Prosper     | 1,18       | 16            | 23,5                      | 4,7                | 10                     |
| Theodore    | 0,81       | 13            | 9,4                       | 1,8                | 10                     |
| Oreste      | 0,49       | 13            | 3,6                       | 0,68               | 8                      |

Características da série Monica de foguetes.
| Tipo             | I    | II   | III  | IV   | V    |
| ---------------- | ---- | ---- | ---- | ---- | ---- |
| Altura (m)       | 3,05 | 3,37 | 4,84 | 5,11 | 6,27 |
| Massa total (kg) | 62   | 71   | 118  | 123  | 154  |
| Carga útil (kg)  | 15   | 15   | 15   | 15   | 15   |
| Apogeu (km)      | 53   | 103  | 145  | 94   | 160  |

O programa Monica, enfrentou vários problemas técnicos durante o desenvolvimento. O principal deles  era o fato de que os foguetes possuíam uma relação 
altura/diâmetro muito alta, o que os tornava instáveis. Além disso, apesar das melhorias constantes, a carga útil de apenas 15 kg, rapidamente se mostrou 
insuficiente. O programa em si, foi cancelado em 1961, mas apesar disso, alguns exemplares remanescentes, foram lançados em 1962 e 1963, e o seu primeiro estágio 
(Melanie), continuou sendo usado por vários anos em diferentes modelos de outros foguetes.